# Кюветно-траншейная машина

МКТ № 005 в составе поезда. Слева УТМ-1А, справа СЗ-310-10

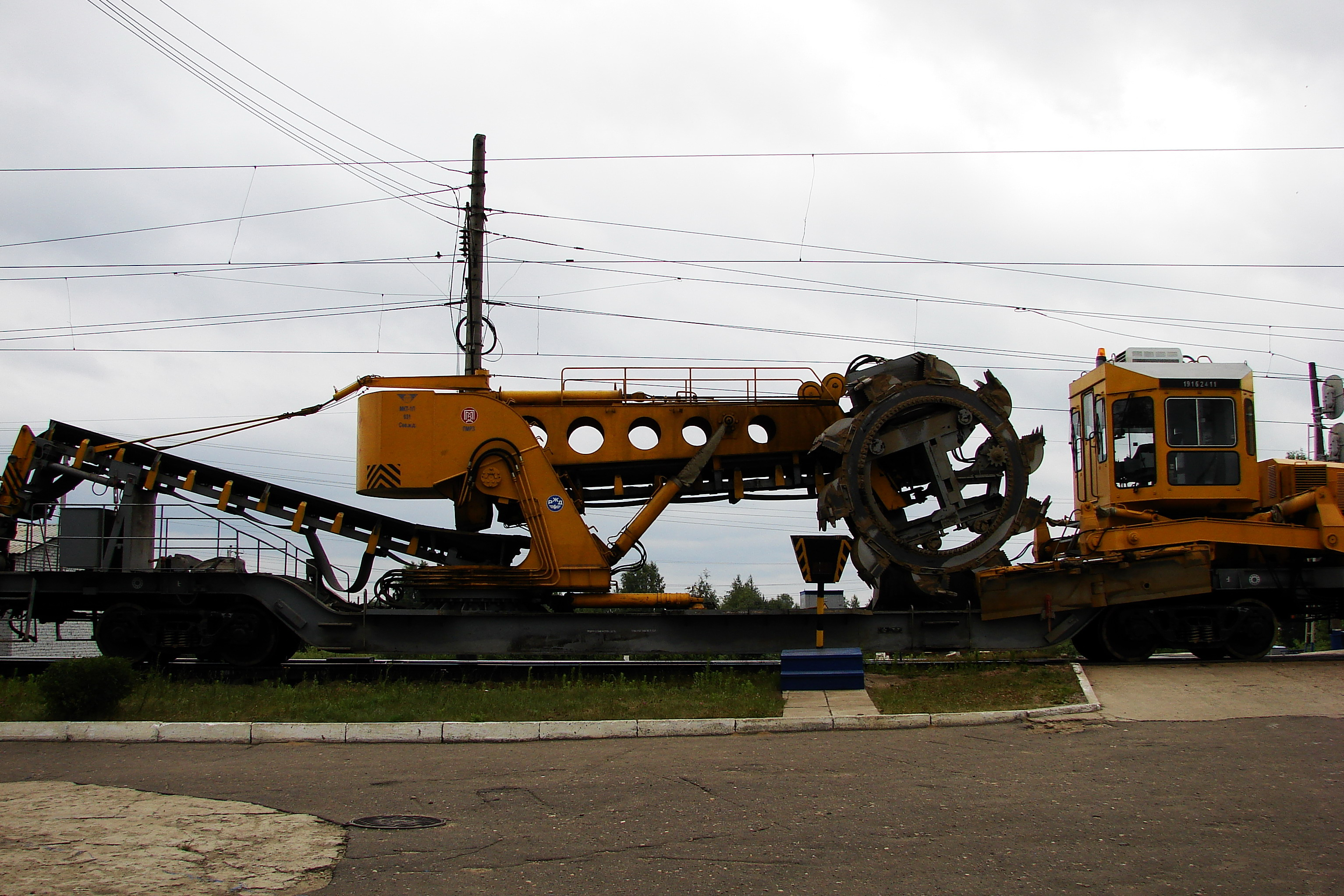
МКТ-1П

Машина кюветно-траншейная — путевая машина, применяемая на железных дорогах для нарезки и очистки кюветов при текущем содержании железнодорожных путей.

## Назначение
- выполнение работ по очистке и расширению кюветов
- нарезка новых кюветов и траншей
- оправка обочин и откосов земляного полотна
- планировка плеч балластной призмы, обочин и откосов земляного полотна
- вырезка загрязнённого балласта за концами шпал с погрузкой вырезанного материала как в составы для засорителей типа СЗ-310-10, СЗ-350-10-2 и СЗ-240-6, стоящие на том же пути, так и в подвижной состав, стоящий на соседнем пути.

Так как машина не самоходная, для энергообеспечения и транспортировки применяются тягово-энергетические установки ПТМ-630, ТЭУ-400, ТЭУ-630, УТМ-2М, а также маневровые тепловозы.

## Техническая характеристика (различна в модификациях)
Производительность, м.куб/ч 230…350
Глубина резания ротором за один проход, м 0,15…1,2
Заглубление роторного устройства от УГР, м 2,8
Выдвижение роторного устройства по кромке ковшей относительно оси пути в рабочем режиме, м
- максимальное 8,4
- минимальное 1,4

Максимальный боковой вылет плуга от оси пути, м 6,45
Максимальное заглубление плуга от УГР, м 1,62
Дальность выгрузки от оси пути, м 12
Скорость движения в составе поезда, км/ч 70…90
Скорость движения в рабочем режиме, км/ч
- с роторным устройством от 0,1 до 1,0
- с плугами от 0,1 до 4,9

Потребное тяговое усилие, кН(т), но не более 150(15)
Длина по осям автосцепок, мм 21700…21730
База машины, мм 14750
Количество обслуживающего персонала, чел. 2
Масса, т 85…100
Потребляемая мощность, кВт 120
Ширина колеи, мм 1520
Вписываемость в габарит ГОСТ 9238-83 в транспортном положении 1-Т
Минимальный радиус проходимой кривой, м 110
Время перевода машины из транспортного положения в рабочее, мин 15
Время перевода машины из рабочего положения в транспортное (в аварийных случаях), мин. не более 20
Высота автосцепки от УГР 1060±20

## Производители
Машина производится на заводах направления Ремпутьмаш:
- Пермский мотовозоремонтный завод
- ЗАО «ТУЛАЖЕЛДОРМАШ»